# Commission de la protection des plantes dans les Caraïbes
 (avril 2023).
Si vous disposez d'ouvrages ou d'articles de référence ou si vous connaissez des sites web de qualité traitant du thème abordé ici, merci de compléter l'article en donnant les références utiles à sa vérifiabilité et en les liant à la section « Notes et références ».
La Commission de la protection des plantes dans les Caraïbes (CPPC), en anglais Caribbean Plant Protection Commission, en espagnol Comisión de Protección Fitosanitaria para el Caribe, est une organisation intergouvernementale responsable de la coopération sur la santé des plantes pour la région des Caraïbes. 
Fondée en 1967, la CPPC regroupe vingt-deux pays : Barbade, Colombie, Costa Rica, Cuba, Dominique, République dominicaine, États-Unis (pour les États-Unis, les îles Vierges américaines et Porto Rico), France (pour la Guadeloupe, la Guyane française et la Martinique), Grenade, Guyana, Haïti, Jamaïque, Mexique, Nicaragua, Panama, Pays-Bas (pour Aruba et les Antilles néerlandaises), Saint-Christophe-et-Niévès, Sainte-Lucie, Surinam, Trinité-et-Tobago, Royaume-Uni (pour les îles Vierges britanniques), Venezuela.
Son siège se trouve à Bridgetown (Barbade).